# Soutok Rožnovské Bečvy a Vsetínské Bečvy
Soutok Rožnovské Bečvy a Vsetínské Bečvy je soutok řek Vsetínské (Horní) Bečvy a Rožnovské (Dolní) Bečvy na Moravě. Od soutoku tok pokračuje již jen jako řeka Bečva. Patří do povodí Moravy a úmoří Černého moře a nachází se u cípu parku Abácie ve Valašském Meziříčí v okrese Vsetín. Geograficky patří do mezoregionu Podbeskydská pahorkatina na Valašsku a ve Zlínském kraji.

## Další informace
Soutok těchto řek, tj. meziříčí, dal název městu Valašské Meziříčí. Místo se nachází v nadmořské výšce 286 m. Po 59 km svého toku se zde spojuje Vsetínská Bečva a po 36 km Rožnovská Bečva s Bečvou. Soutok je celoročně přípustný a vede kolem něho několik turistických a cyklistických tras, např. cyklostezka Bečva a naučná stezka T. G. Masaryka.

## Galerie

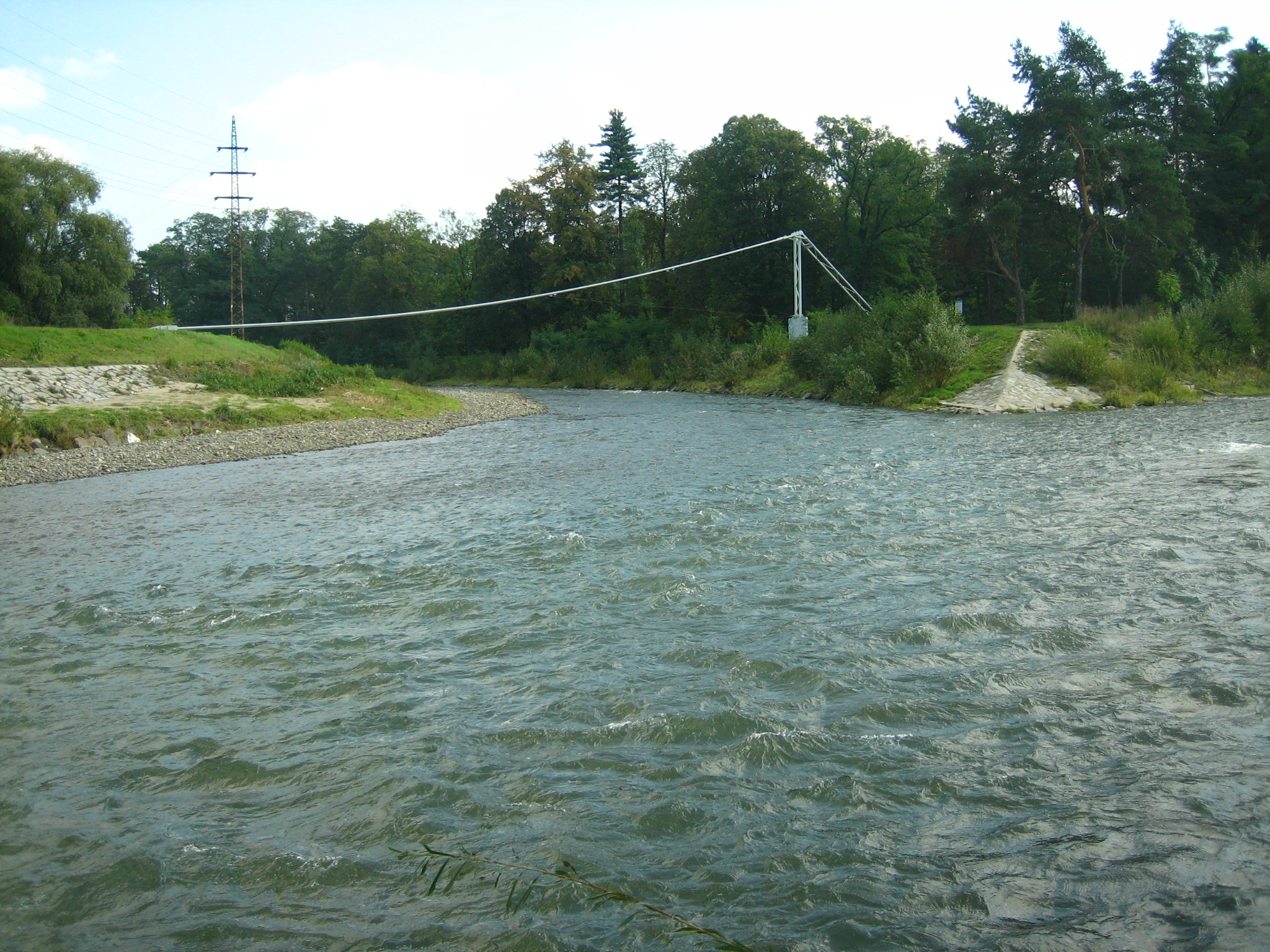
Léto 2009
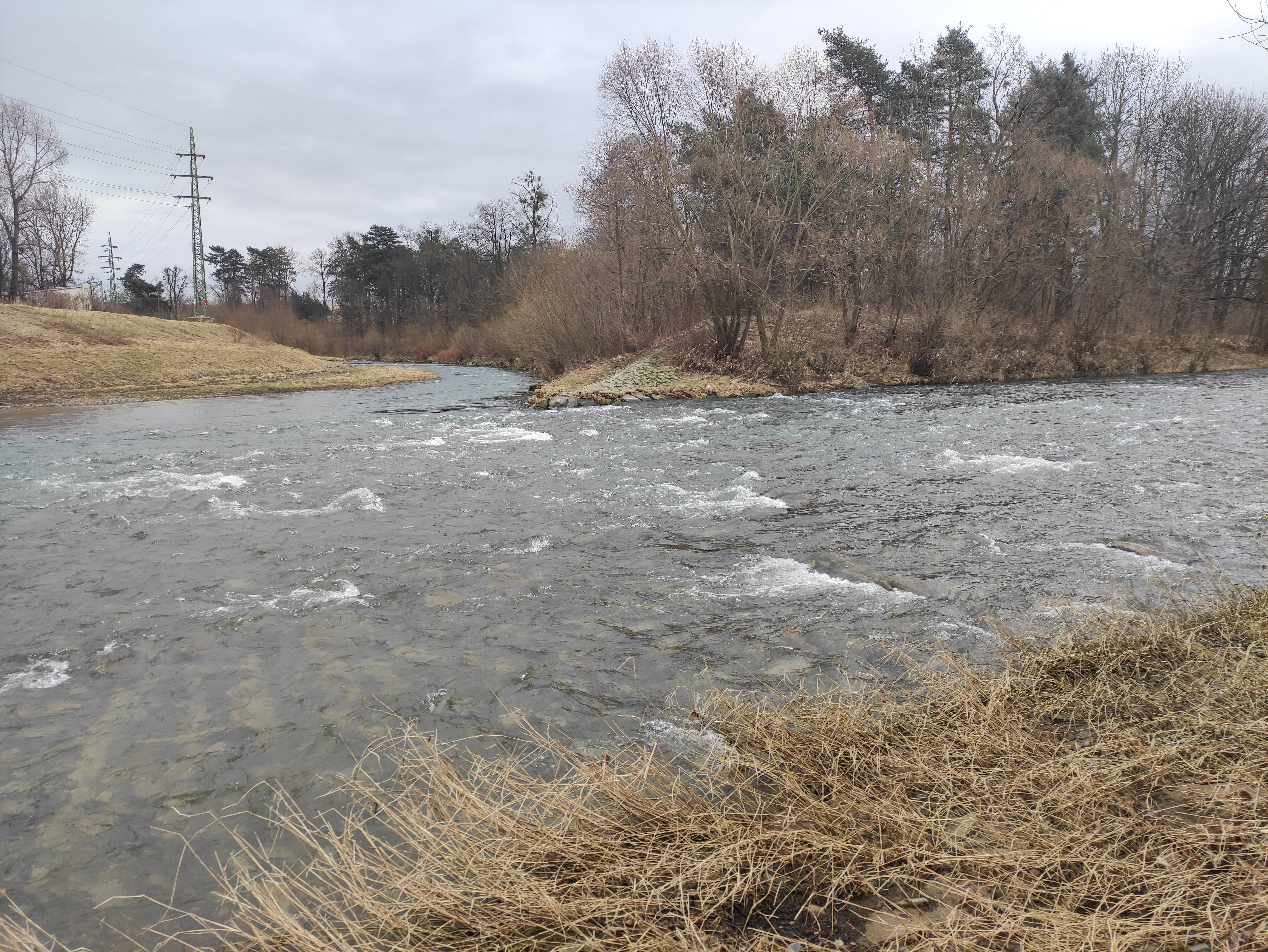
Únor 2024